# Chicharrón
Le chicharrón (au pluriel : chicharrones) est le mot espagnol pour désigner les gratons. Ils sont obtenus après avoir fait fondre de la graisse de porc, dans d'autres, la graisse de porc est utilisée pour cuire la viande, et dans d'autres encore, il consiste à faire frire de la peau de porc avec ou sans viande.
Les chicharrónes peuvent également être obtenus à partir d'autres animaux tels que les vaches, les poulets, les poissons ou les agneaux, ou fabriqués à partir de farine, bien qu'ils soient généralement considérés comme étant de moindre qualité. Le mot chicharrón s'est répandu à partir de la cuisine espagnole dans tout le monde hispanique pour donner un sens aux différentes manières de l'assaisonner ou de le cuire à feu vif.

## Variantes

### Bolivie
En Bolivie, le chicharrón est un plat spécial à base de viande, de lard et de peau de porc préparés avec la même graisse que l'animal, mélangés à de la chicha (une boisson alcoolisée ancestrale à base de grains de maïs), dans de grandes pailas (marmites) qui sont à leur tour soutenues par de grandes cuisinières en argile, la plupart du temps préparées sur un feu de bois, d'autres fois au gaz. Ce plat est accompagné de mote (grains de maïs bouillis), de pommes de terre bouillies avec leur peau, assaisonnées de llajwa (sauce épicée à base de tomates, locoto et killkiña).
La ville de Cochabamba est par excellence le lieu du chicharrón. Les samedis et dimanches, les restaurants et les habitants préparent ce plat à la vue des consommateurs. Le plat entier peut être de grandes dimensions et peut facilement nourrir 4 personnes.

### Argentine, Chili, Paraguay et Uruguay

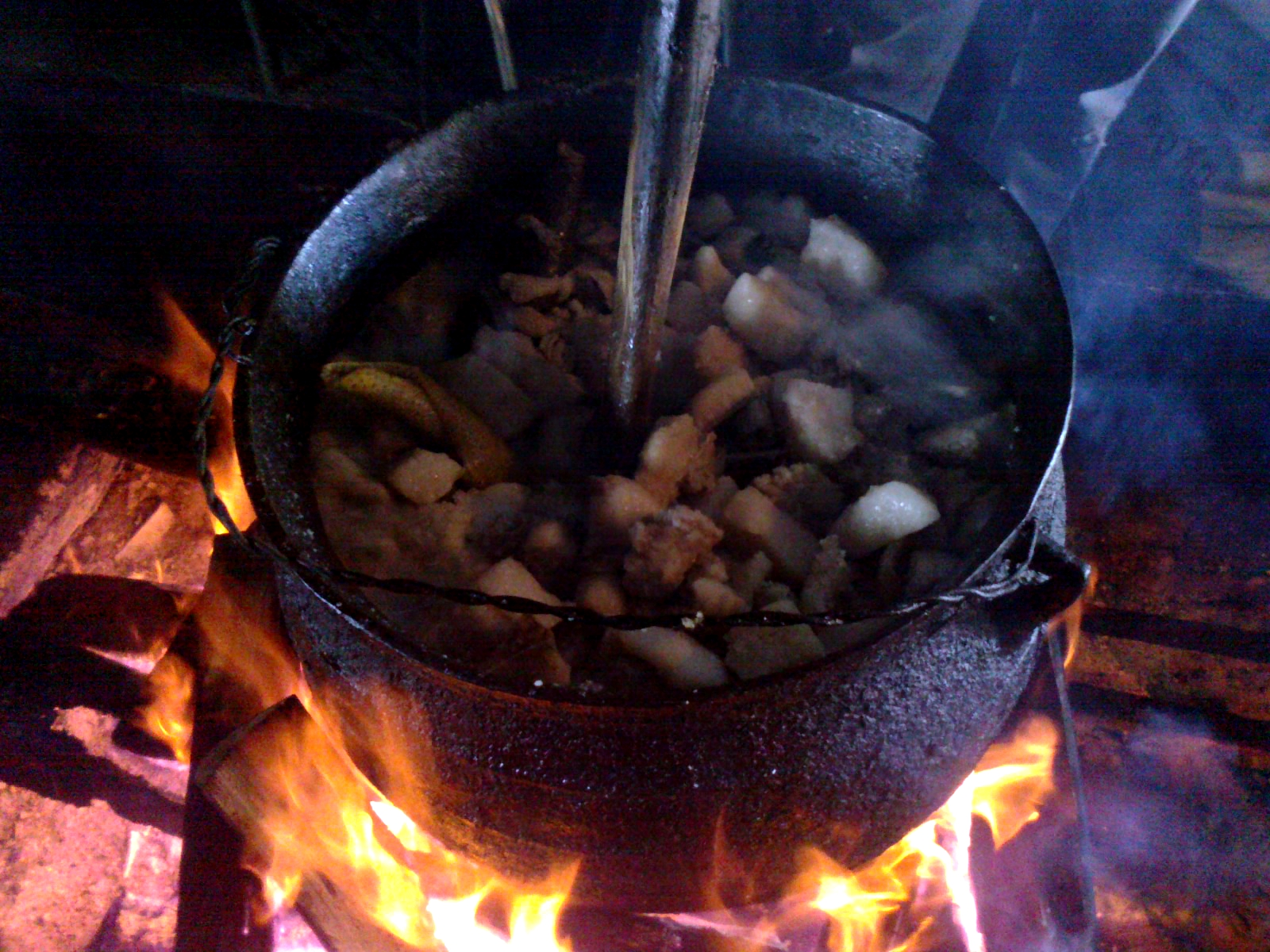
Préparation de chicharrónes dans un 'reitimiento.

En Argentine, au Chili, au Paraguay et en Uruguay, le chicharrón est associé à un plat d'accompagnement. Les chicharrónes sont obtenus en faisant frire de la graisse de porc (ou une autre graisse de son choix) à haute température. Ils sont servis à l'intérieur d'une miche de pain ou incorporés dans certains substituts de pain typiques de la cuisine du Sud, comme les milcaos, les chochocs et les churrascas. Dans les boulangeries de nombreux endroits, on peut acheter des pains et des roscas avec des chicharrones à l'intérieur, et dans les zones rurales, un grand pain à la mie dense avec des chicharrones, connu sous le nom de tortilla con chicharrones, est traditionnel. La peau du porc peut faire partie de ces chicharrones, mais lorsqu'elle est seule, comme les chicharrones mexicains, elle est appelée cuero de chancho, cuerito de chancho, trahua ou chahua et se consomme grillée, bouillie ou en accompagnement de plats de légumes.
Au Paraguay et dans le nord-est de l'Argentine, le chicharrón trenzado est courant,, il se compose de trois bandes de viande de bœuf, généralement tapa de asado ou matambre, généralement fabriquées avec la couche de viande prise entre la peau et les côtes des bovins et des porcs, ainsi que de vacío, pella, sel et citron, ou jus de naranja apepú (une variété régionale d'orange). Cette préparation typique de la région guaranitic est généralement accompagnée de manioc frit ou bouilli. Son nom est dû à la forme tressée de la viande avant la cuisson. Il peut être conservé pendant plusieurs jours, auquel cas il est protégé par de la farine de maïs grillée ou précuite.

### Colombie
En Colombie, le chicharrón est une peau de porc ou un porc dont la peau est frite. Sur la côte caraïbe, il est consommé avec un petit pain au yucca, un petit pain propre[Quoi ?], du yucca cuit ou comme garniture pour les arepas au petit déjeuner ou à tout moment de la journée au marché. En morceaux, il est consommé comme une garniture pour les arepas. Dans la région de Cordoue, il est également préparé en ragoût. Il fait également partie de la bandeja paisa, un plat typique de la région d'Antioquia. La mogolla chicharrona est un pain mogolla farci de chicharron.

### Cuba
À Cuba, les chicharrones (toujours au pluriel) sont obtenus en faisant frire de la viande de porc avec la peau, préalablement découpée en petits carrés. Il s'agit d'un accompagnement pratiquement indispensable aux plats typiques tels que l'arroz congrí, composé de haricots et de riz cuits ensemble, les chicharrones, les bananes plantains frites (tostones ou chatinos), la viande, le yucca et d'autres produits locaux, et constitue l'un des principaux plats de la culture cubaine.

### Costa Rica
Au Costa Rica, le chicharrón est obtenu en faisant frire de la peau de porc () avec ou sans viande, et est associé à plusieurs plats typiques. La plupart des Ticos préfèrent manger le chicharrón avec du jus de citron vert (de préférence du citron vert mandarine) et des tortillas, accompagné de pico de gallo (tomate hachée avec oignon et coriandre).

### Espagne
En Espagne, le concept et l'utilisation des chicharrones sont différents dans la cuisine de chaque région.
En Andalousie, on appelle chicharrón une charcuterie typique composée de divers sous-produits du porc, mélangés aux parties grasses du porc, le tout broyé, assaisonné de paprika, de sel et de poivre noir, et pressé, pour être consommé en tranches, à l'apéritif ou en sandwich avec un filet de jus de citron. Les chicharrónes de Jerez de la Frontera et de Chiclana sont cependant différents, car ils sont obtenus à partir de la viande de porc après que le saindoux a été fondu. Typiques de Jerez de la Frontera, ils sont généralement cuits dans du saindoux avec des épices, et il existe plusieurs chicharronerías dédiées à leur vente. Des efforts sont faits pour que ce chicharrón devienne une IGP.
En Castille-et-León, on les identifie avec les cortezas, et ils sont généralement présens dans la préparation de pâtisseries traditionnelles, comme les bollas de chicharrones, ou dans les saucisses, qui sont utilisées dans divers ragoûts et plats. À Ségovie et Ávila, le chicharrón est fabriqué en faisant frire des abats de porc. Dans la province de Zamora, les turriyones sont généralement fabriqués à partir de cuscarrones (cretons).
En Estrémadure, ils entrent également dans la production de pâtisseries traditionnelles, notamment dans la fabrication de bollas de chicharrones, comme en Castille-et-Léon.
En Catalogne, les chicharrones, connus sous le nom de llardons, sont fabriqués en compactant puis en faisant frire les morceaux de porc qui restent après avoir retiré la graisse, de sorte qu'ils se présentent sous la forme de petites tranches dorées et croustillantes. Ils sont vendus au poids dans les charcuteries et, au moment du carnaval, également dans les pâtisseries. Ils peuvent être consommés tels quels ou utilisés, par exemple, pour confectionner des coques sucrées ou salées. Lors de la fête de la San Juan et du « jeudi gras » (le jeudi précédant le carnaval), on mange les très célèbres cocas de chicharrones, piñones y azúcar (coques de llardons). Les chicharrones peuvent être un ingrédient de certaines saucisses aux œufs, qui sont également typiques du carnaval.
En Galice et dans l'aile ouest des Asturies, ils sont très similaires aux castillans et sont appelés rixó(n)s, roxó(n)s ou roxóis. Dans les îles Canaries, les chicharrones sont le nom donné à la peau de porc frite et saupoudrée de gofio. En Navarre et au Pays basque, on les appelle txantxigorris. Ils sont utilisés pour faire des gâteaux txantxigorri.

### Guatemala
Les chicharrones au Guatemala sont fabriqués de manière traditionnelle. Dans de nombreux endroits, le porc est abattu à la maison, en séparant la peau et la graisse de l'animal de la viande maigre (afin de les couper séparément à la taille d'un poing), toute cette viande est généralement laissée au réfrigérateur une journée avant d'ajouter du sel et des épices pour lui donner du goût, puis ils sont frits. Si on fait du chicharrón de piel, on fait frire la peau ; si on prépare plutôt des carnitas, on fait frire la viande maigre, tout cela dans la propre graisse de l'animal (on peut ajouter de la graisse au début), à des températures très élevées jusqu'à obtenir une consistance croustillante mais relativement molle.
On trouve couramment cette nourriture au coin des rues et dans les magasins où elle est préparée. La façon la plus courante de la manger est de la sortir du saindoux bouillant, de la placer dans une tortilla de maïs fraîchement préparée, de l'envelopper et de l'arroser de jus de citron vert selon son goût. Pour un plat plus élaboré, les chicharrones guatémaltèques sont généralement accompagnés de plats typiques spéciaux tels que : couenne de porc hachée avec radis, salpicón ou pico de gallo.
Il existe également une version industrielle du chicharrón, qui est un chicharrón plus maigre, plus croustillant mais moins grillé. On les trouve dans tous les magasins et supermarchés des deux pays comme en-cas. Au Honduras, il est généralement accompagné de yucca cuit et est connu sous le nom de yucca con chicharrón.

### Italie

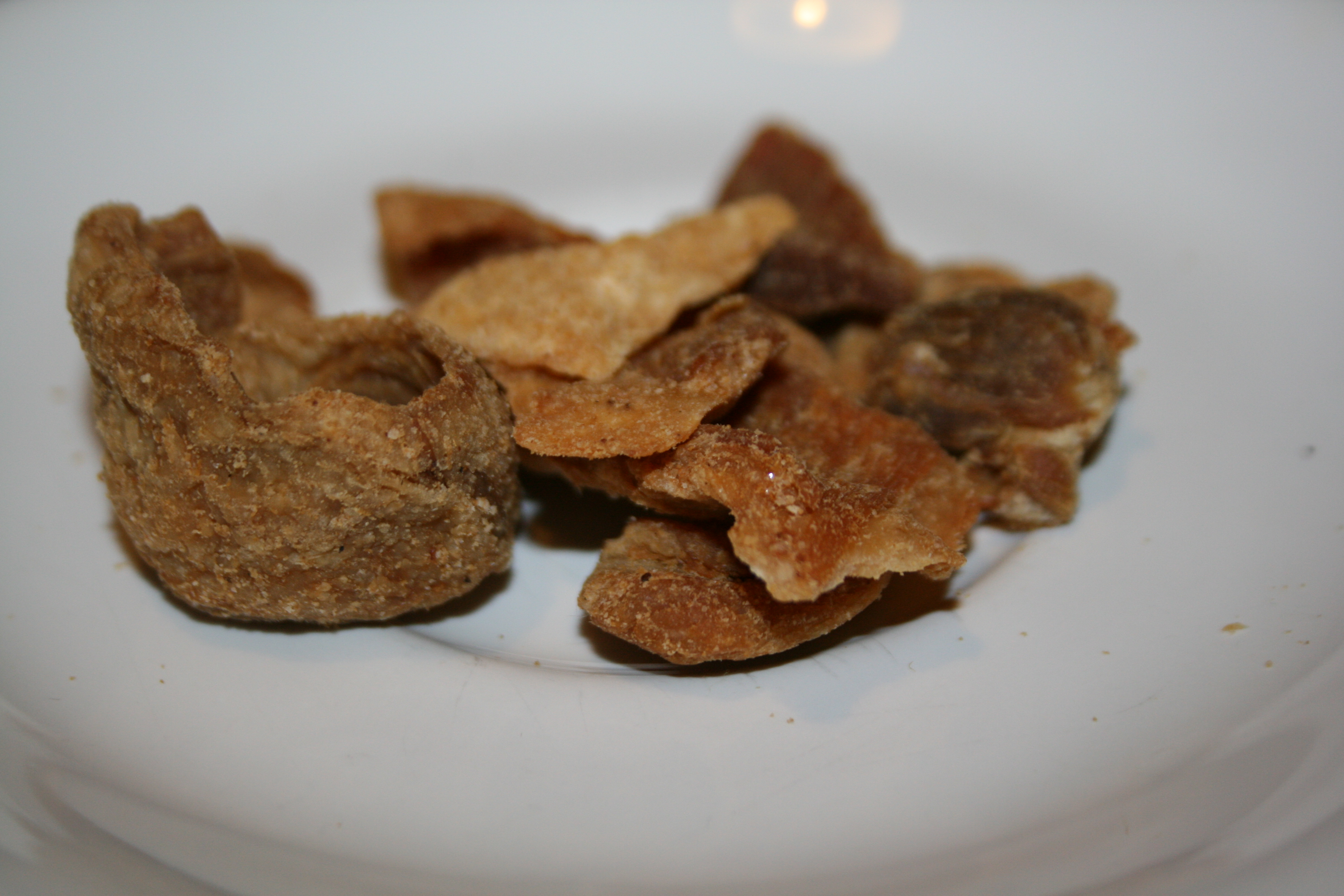
Ciccioli en Italie.

En Italie, les ciccioli sont des gâteaux de graisse de porc préparés en comprimant et en faisant sécher des morceaux de graisse. Ils sont généralement servis secs et croustillants ou humides. Ils sont connus sous ce nom en Émilie-Romagne, tandis qu'à Naples ils sont appelés cicoli, dans le Latium et l'Ombrie sfrizzoli et en Calabre risimugli.

### Mexique
Au Mexique, c'est également le nom donné à la peau de porc propre qui est frite entière dans du saindoux jusqu'à ce qu'elle devienne spongieuse et croustillante. La peau peut inclure une partie du tissu adipeux sous-cutané (chicharrón con gorditos), un peu de viande ou être complètement propre. Il est généralement mijoté dans une salsa verde (sauce verte) ou une salsa roja (sauce rouge) avec des morceaux de pommes de terre et/ou des nopales (cactus). Il est également consommé cru, dans une tortilla formant un taco, appelé taco placero, qui est généralement accompagné de fromage, d'avocat, de salade de nopal et de sauce piquante.
Outre la forme croquante, il existe le chicharrón pressé, qui est essentiellement le résultat du pressage du sancocho (petits morceaux de viande), qui se libèrent lors de la friture du craquant de porc ; on y ajoute en outre différentes herbes, et il est utilisé dans la préparation des quesadillas et autres ragoûts.

### Panama
Au Panama, il est de coutume de faire frire des morceaux de porc avec la viande, le gras et la peau coupés en carrés dans leur propre graisse. Il est préparé dans des marmites en fer, de préférence sur un feu de bois, dans lesquelles on ajoute les morceaux de porc, assaisonnés de sel et d'épices. On ajoute de l'eau dans la poêle jusqu'à ce que les morceaux de porc soient couverts. Au fur et à mesure que l'eau s'évapore, le porc libère son propre saindoux qui finit par les faire frire jusqu'à ce qu'ils soient grillés.
Il accompagne divers plats typiques, bien qu'il soit généralement consommé au petit déjeuner, avec les patacones, les carimañolas et autres aliments frits. Il est aussi généralement préparé mariné ou en ragoût, et est ajouté aux haricots pour les parfumer ou comme garniture dans d'autres préparations, comme le bollo preñao.

### Pérou
Au Pérou, le chicharrón est le nom donné à tout animal frit jusqu'à devenir croustillant (poisson, poulet, fruits de mer et surtout porc). Le plus populaire consiste en des morceaux de porc sans peau cuits dans leur propre graisse et dans l'eau, assaisonnés uniquement de sel. Il est servi avec des patates douces frites ou des pommes de terre bouillies et du maïs grillé, ainsi que de la salsa criolla (oignon finement haché avec du citron et des feuilles de menthe). Dans la région andine, le chicharrón est accompagné de mote.
Le grésillement de porc est utilisé pour préparer des sánguches, connues sous le nom de pan con chicharrón (pain avec grésillement de porc). Le porc frit est servi avec des pommes de terre, des patates douces et du mote, un maïs indigène. Francisco Pizarro, qui a élevé des porcs dans son enfance, était le principal adepte de ce plat complet au début de la colonisation espagnole. Un autre plat très traditionnel est le chicharrón de pescado, qui consiste en des morceaux de poisson trempés dans la farine et frits dans de l'huile chaude. Pour le déguster, on l'accompagne de sauces péruviennes telles que la salsa criolla, la salsa de huacatay, la crème d'aji amarillo et la crème de rocoto.